# Филип Ишпеков
Филип Бориславов Ишпеков е български дипломат и политик, член на ЦК на Българска комунистическа партия (БКП), заместник-министър на външните работи и посланик в Либия и Сърбия.

## Биография
Роден е като Фаик Ишпеков на 1 октомври 1929 г. в помашкото село Забърдо, Станимашко. Учи в гимназията в Чепеларе и завършва Втора мъжка гимназия в Пловдив. Висшето си образование получава в Института по планиране в Ленинград. Следва аспирантура и получава научна степен „доктор по икономика“ в Академията за обществени науки – Москва.
Първоначално работи в апарата на Министерския съвет и през целия си професионален живот се занимава с икономическите връзки на България с други страни и с международните икономически организации. От 1967 г. до 1972 г. е търговски представител на страната в САЩ. Заместник-министър на земеделието по външнотърговската дейност в периода 1976 – 1982 г. През 1982 г. е назначен за посланик в Либия. На този пост остава до 1990 г. От 1990 до 1992 г. е заместник-министър на външните работи. Посланик в Белград през 1996 – 1997 г. Мажоритарно избран за депутат в Седмото велико народно събрание. Народен представител в XXXVI народно събрание. Съавтор е на книгата „Родопа – българска твърдина“ и апотеоза на Забърдо – автобиографията „Попътни срещи и разлъки“.
Умира на 11 февруари 2020 г. в София.